# Ель-Морро (фортеця)
Ель-Морро, або за повною назвою Форт Сан-Феліпе-дель-Морро (ісп. Castillo San Felipe del Morro, «форт святого Філіппа на мисі») — фортеця в Сан-Хуані, столиці Пуерто-Рико. Побудована іспанцями наприкінці 1530-х років як додаткове укріплення для прикриття Форталези, уже в XVII столітті фортеця набула окремого значення, вистояла під час облоги голландцями, а надалі разом з фортом святого Йоанна захищала вхід до затоки Сан-Хуан.
У XX столітті музеєфікована та включена до складу Національної пам'ятки історії Сан-Хуана, яку внесено до переліку Світової спадщини ЮНЕСКО.